# 토론토 말리스
| 토론토 말리스 | |
| 콘퍼런스      | 동부 콘퍼런스 |
| 디비전        | 노스 디비전 |
| 설립연도      | 1978년 |
| 해체연도      | |
| 역사          | 뉴브런즈윅 호크스 (1978년~1982년) 세인트캐서린스 세인츠 (1982년~1986년) 뉴마켓 세인츠 (1986년~1991년) 세인트존스 메이플리프스 (1991년~2005년) 토론토 말리스 (2005년~현재) |
| 경기장        | 코카-콜라 콜리시엄 스코샤 뱅크 아레나 |
| 연고지        | 온타리오주 토론토 |
| 상징색        | 감색, 슬레이트 블루, 하양 |
| 구단주        | 메이플 리프 스포츠 & 엔터테인먼트 |
| 단장          | 카일 두바스 |
| 감독          | 셸던 키프 |
| NHL 제휴      | 토론토 메이플리프스 |
| ECHL 제휴     | 올랜도 솔저 베어스 |
| 정규시즌 우승 | 3 (1982, 1994, 2016) |
| 콘퍼런스 우승 | 2 (1992, 2012) |
| 디비전 우승   | 10 (1980, 1982, 1993, 1994, 1997, 2008, 2012, 2013, 2014, 2016) |
| 칼더 컵       | 1 (1982) |
| 영구 결번     | - |

토론토 말리스(Toronto Marlies)는 캐나다 온타리오주 토론토를 연고지로 하는 AHL의 동부 콘퍼런스 노스 디비전 소속 아이스 하키팀이다.

## 역대 홈경기장
| 토론토 말리스      |             |          |                   |                                              |
| 경기장             | 사용기간    | 수용인원 | 장소              | 비고                                         |
| 리코 콜리시엄      | 2005년~현재 | 7,851명  | 온타리오주 토론토 | 빈칸                                         |
| 스코샤 뱅크 아레나 | 2005년~현재 | 18,819명 | 온타리오주 토론토 | 제2홈경기장 에어 캐나다 센터 (2005년~2018년) |